# Bedum
Bedum (en groningois : Beem) est une ancienne commune néerlandaise située dans la province de Groningue. Le 1er janvier 2019, elle est intégrée dans la nouvelle commune de Het Hogeland.

## Géographie
Son territoire s'étendait sur une superficie de 44,96 km2 au nord de Groningue et comprenait le chef-lieu Bedum, ainsi que les villages d'Onderdendam, Noordwolde et Zuidwolde et un certain nombre de hameaux. Il était traversé par le Boterdiep.

## Histoire
Bedum constitue une commune indépendante avant le 1er janvier 2019, où elle est supprimée et fusionnée avec De Marne, Eemsmond et Winsum pour former la nouvelle commune de Het Hogeland.

## Sites et monuments
La tour de l'église de Bedum est la tour la plus penchée d'Europe avec un écart de 2,61 mètres à une hauteur de 35,7 mètres,. Elle devance donc la tour de Pise dans cette catégorie.

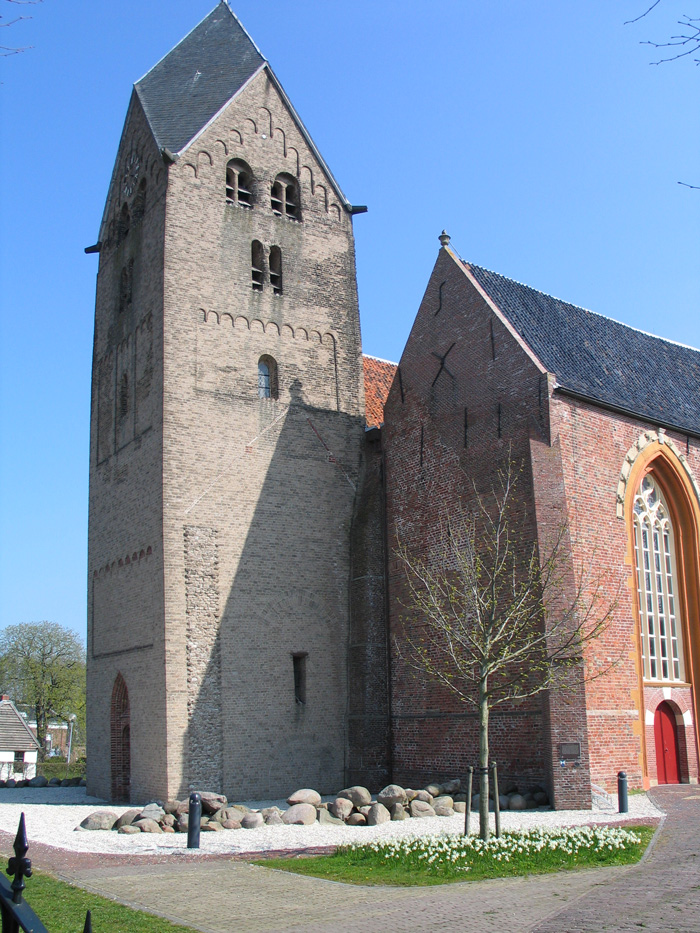
L'église Saint-Walfridus à Bedum.

## Personnalité liée à la commune
- Arjen Robben (né en 1984), footballeur néerlandais ayant évolué au Bayern Munich.